# کریزوبریل
کریزوبریل (Chrysoberyl) با فرمول شیمیایی Al2BeO4 آلومینات برلیم، آن را به عنوان کانی و سنگ قیمتی در نظر می‌گیرند؛ کریزوبریل یک گروه نادر و عجیب و غریب از سنگ‌های قیمتی است که اولین بار در سال ۱۷۸۹ توسط زمین‌شناس معروف، آبراهام گاتلاب ورنر کشف شد.
گونه کریزوبریل شامل چندین نوع سنگ قیمتی است.
معمولاً شفاف و نیمه شفاف است و رنگ آن تحت تأثیر وجود آهن است که معمولاً در سایه‌های تقریباً زرد تا سبز روشن دیده می‌شود.
این فقط یک نمونه از سنگ کریزوبریل است و انواع دیگر آن نام‌های بسیار متفاوتی دارند که عبارتند از کریزوبریل چشم گربه ای (cymophane)،
انواع مختلفی از کاتویانت و الکساندریت که دارای نوعی رنگ نادر است و پس از سلطنت سزار روسی الکساندر دوم نامگذاری شده‌است.
در موارد بسیار نادر، کریزوبریل دارای خواص تغییر رنگ (که رنگ آن در شرایط مختلف تغییر می‌کند) ممکن است دارای اثر چشم گربه ای نیز باشد که در این شرایط به آن «الکساندریت چشم گربه ای» گفته می‌شود.
نام «کریزوبریل» در اصل از دو واژه یونانی، کریزو «chryso” و بریل “beryl” به معنای “طلایی» و «سبز» مشتق شده‌است.
در بسیاری از سالها، کریزوبریل اغلب به عنوان «کریزولیت» نامگذاری شده‌است که نام تاریخی آن به هر سنگ قیمتی با رنگ سبز طلایی تا زیتونی اشاره دارد.
امروزه، اصطلاح «کریزولیت» دیگر مورد استفاده قرار نمی‌گیرد.
علی‌رغم این نام، کریزوبریل یک بریل نیست و فقط ظاهر و ترکیب مشابهی دارد.
کریزوبریل یک گروه معدنی مستقل و دارای طبقه‌بندی مخصوص به خود است. بریل، از نوع سیلیکات بریلیم آلومینیوم است، در حالی که کریزوبریل، اکسید آلومینیوم بریلیوم است.

کریزوبریل یک سنگ معدنی از عنصر بریلیوم (Be) است و در گرانیت و پگماتیت گرانیت تشکیل می‌شود.